# Головец
Головец је шума-брдо које се налази источно од центра Љубљане. Највиши врх је Мазовник са 450 метара. Брдо дјели североисточни (Бизовик, Фужине, Штепањско насеље) и југоисточни део града (Рудник). У брдо је пробијен тунел Головец - део љубљанске обилазнице, а преко брда иде Пут око Љубљане, некадашњи Пут успомена и другарства. 
Због своје позиције (близина града), лепих шумских путева и свежег ваздуха Головец је омиљена тачка рекреативаца. 